# 津別町営バス

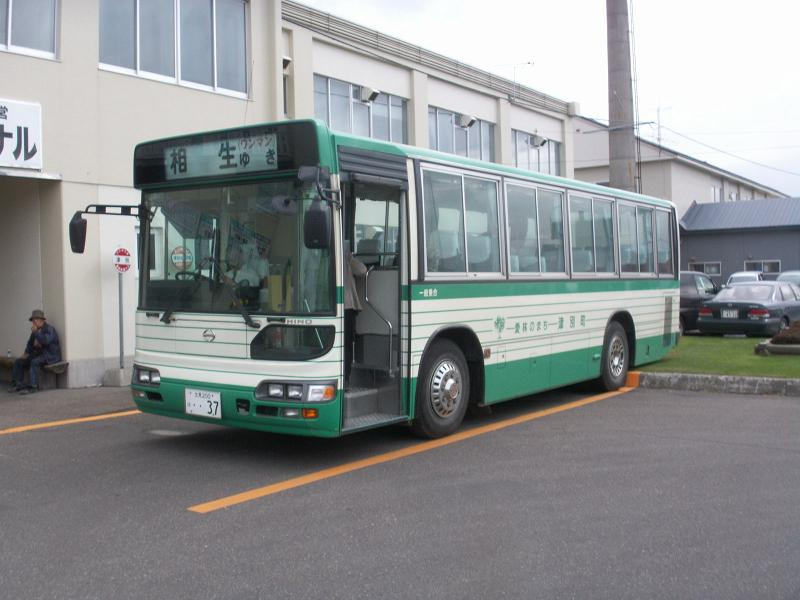
津別町営バス（2007年10月）

津別町営バス（つべつちょうえいバス）は、北海道オホーツク総合振興局管内の網走郡津別町が運営していた自治体バス（廃止代替バス）。
2012年（平成24年）9月30日をもって廃止代替バスとしての運行を終了し、同年10月1日よりスクールバスの一般客乗車を可能にした津別まちバスへ移行した。

## 津別町のバスの動き
戦後の津別町では1947年（昭和22年）に東邦交通（現在のくしろバス。1953年（昭和28年）12月25日の分社で阿寒バス）が木炭バスを使い、相生から阿寒湖畔までの間で不定期運行を再開したのを皮切りに、鉄道並行路線の認可や道路の整備が進むに連れて1951年（昭和26年）には北見バス（現在の北海道北見バス）も乗り入れ、町内路線や近隣市町村間路線を開設した。

### 北見バス
昭和40年代に入り、モータリゼーションや過疎化の進行による乗客減少が顕著となり、「地方バス路線運行維持対策要綱」が制定されると、北見バスは営業エリアにおける大半の路線が生活路線に該当し、経営合理化のため路線廃止を進行させることとなった。津別町関連路線でも国・北海道・町の三者が助成を行ったものの好転せず、1967年（昭和42年）の陸別線を皮切りに、1981年（昭和56年）には北見 - 美幌 - 津別間のみに縮小された。
営業拠点としては、1955年（昭和30年）4月に津別車庫が開設され、1961年（昭和36年）に津別営業所となったものの、1969年（昭和44年）に車庫に戻され、1972年（昭和47年）11月20日に廃止された。津別車庫よりも早い1952年（昭和27年）に設置された相生車庫も廃止されている。

### 阿寒バス

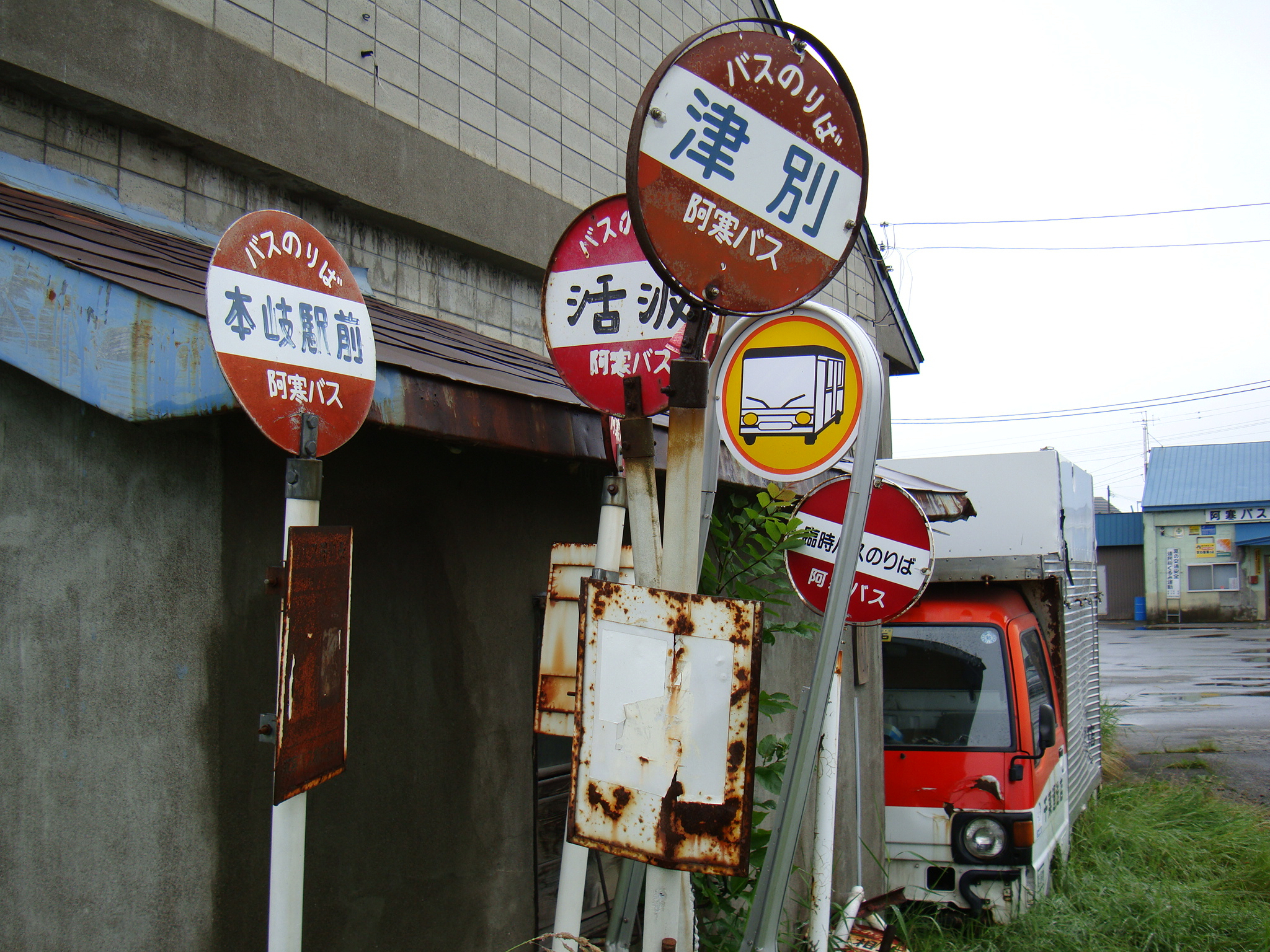
撤去され営業所片隅に放置される町内バス停（2009年）

一方の阿寒バスは1967年（昭和42年）に相生 - 美幌間を延伸し通年運行となり、北見バスや国鉄相生線と競合することとなったが、町内は活汲・津別・本岐・相生の4停留所のみであったことから、両者と比べて所要時間が短く急行バス的な利便性を発揮しており、津別 - 相生間では運行本数の少ない両者を補う形となっていた。この路線は北見・美幌方面から阿寒湖へ短絡する観光路線の意味合いが強く、北見バスのような生活路線的な問題は薄かった反面で、観光客の季節波動が課題となっていた。
北見バス相生線・阿寒線廃止後の1983年（昭和58年）から阿寒バスが津別 - 阿寒湖畔間で自由乗降制を採用。1988年（昭和63年）より阿寒湖畔 - 釧路線と直通するなどされたが、1997年（平成9年）に阿寒湖畔までの運行に戻され、冬期運休や片方向のみ運行を経て2008年（平成20年）度夏期を最後に運行されなくなった。阿寒湖畔・釧路方面へは都市間バスが運行されるが、町内は津別（役場前）のみの停車となっている。

## 町営バス事業開始
北見バス路線の廃止による代替は、相生線を除いて町がバスを運行することになり、以下の経緯を辿った。
北見バス廃止から町営バス運行まで間がある路線は、この間をスクールバス一般混乗で代替した。
陸別線・二又線
1957年（昭和32年）より北見バス陸別線運行。1967年（昭和42年）7月5日に二又 - 陸別間を廃止し二又線となり、1970年（昭和45年）4月4日に全線廃止。同年8月14日より町営バス二又線運行。陸別町間との代替交通機関は設定されていない。
恩根線
1960年（昭和35年）3月19日より北見バス運行、1970年（昭和45年）4月4日廃止。1971年（昭和46年）8月2日より町営バス運行。
上里線
1953年（昭和28年）9月24日より北見バス運行、1971年（昭和46年）9月1日廃止。1972年（昭和47年）8月1日より町営バス運行。
開成線
1952年（昭和27年）5月19日より北見バス運行、1973年（昭和48年）6月20日廃止。同年7月1日より町営バス運行。
相生線
1951年（昭和26年）2月8日より北見バス運行、1958年（昭和33年）11月18日より阿寒湖畔まで延伸し阿寒線運行、1980年（昭和55年）11月1日休止、1981年（昭和56年）3月28日廃止。
特定地方交通線存廃議論の中で津別駅 - 北見相生駅間は町営バスを運行する方針が固まり、1985年（昭和60年）4月1日の国鉄相生線廃止と同時に町営バス運行。特定地方交通線転換交付金を受給した鉄道転換路線。
このうち、恩根線は2006年（平成18年）4月1日に、二又線は2010年（平成22年）4月1日に廃止されてスクールバス一般混乗となった。その他の路線についても運行効率の最適化を目的に、2014年（平成26年）までに上里線の廃止・スクールバス一般混乗化、2019年（平成31年）までにスクールバス路線の過疎地有償運送化と相生線本岐 - 相生間のデマンドバス化が実施される予定であった。

## 町営バス事業廃止、スクールバス一般混乗へ
乗客減少や厳しい財政事情など、町営バスの運行環境が厳しさを増し、今後も住民の足を確保するために策定された再編計画により、2012年（平成24年）10月1日付で町営バス事業に関する条例を廃し、町営バス事業は廃止することとなった。相生線と上里線は、すでに廃止された恩根線と二又線同様にスクールバス一般混乗による津別まちバスとして運行。開成線は北海道北見バスが路線バスとして運行する。

## 所管部署・事業所

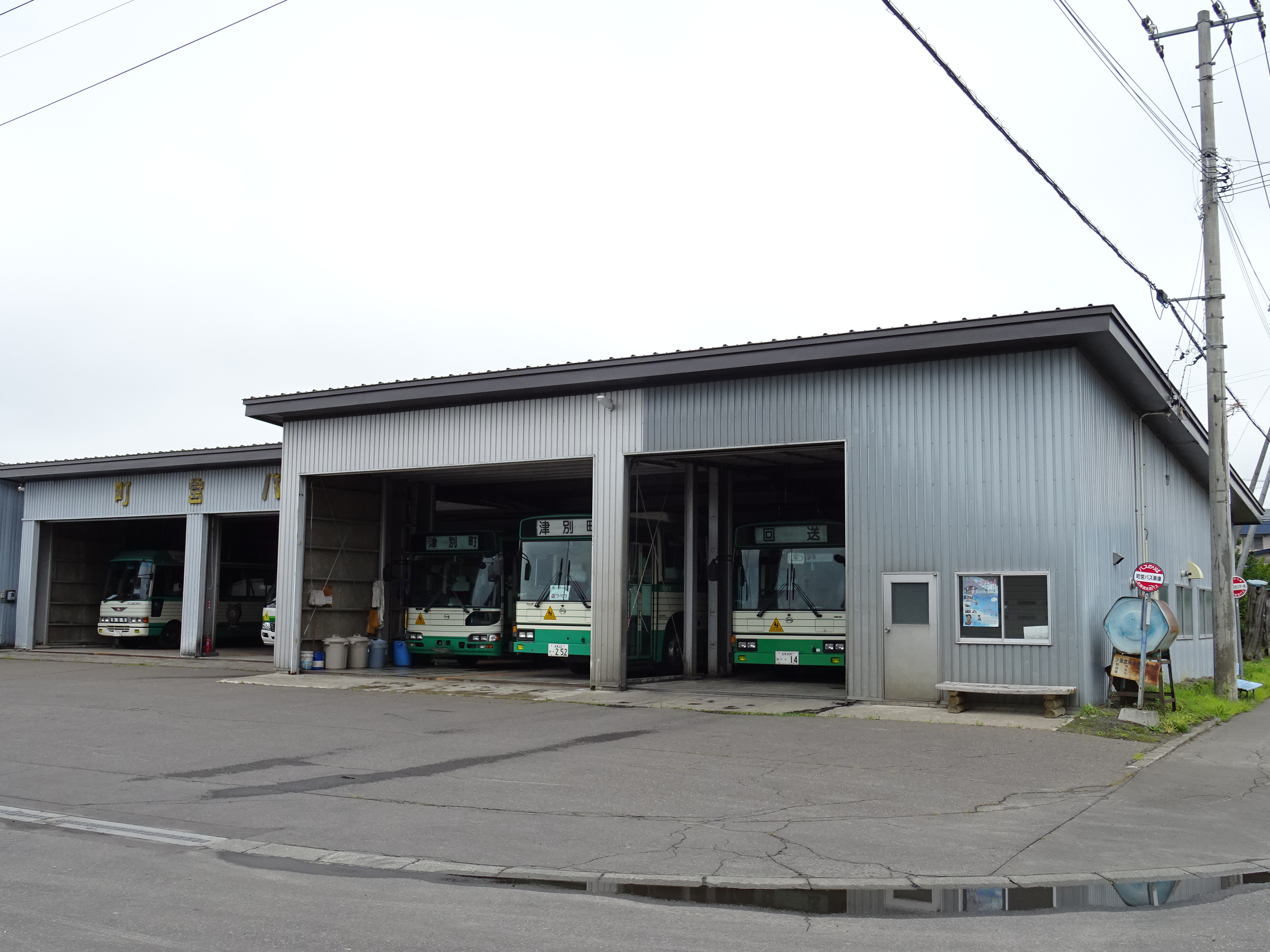
町営バスセンター

建設課 道路車両グループ
北海道網走郡津別町幸町 津別町役場
バスターミナル併設。
町営バスセンター（豊永バス車庫）
北海道網走郡津別町豊永52
相生バス車庫
北海道網走郡津別町相生102

## 路線

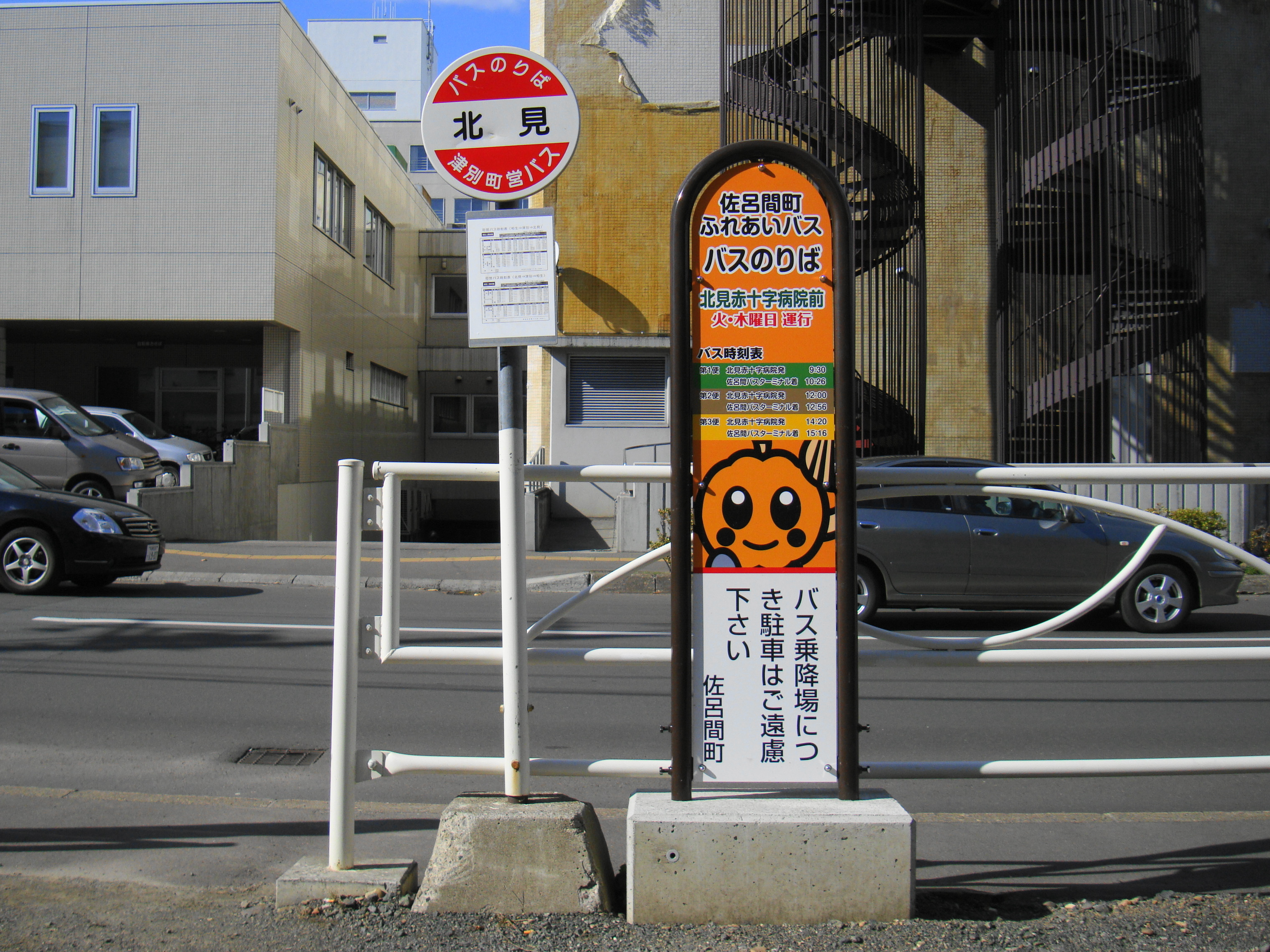
停留所一例（左）

2012年（平成24年）10月1日現在。運賃無料で相生線の一部を除き予約制。日曜日と年末年始は全便運休する。民間バス路線との競合を避けるため、町中心部では乗降制限が設けられる。
相生線以外は祝日も運休し、夏・冬・春休み期間は火・金曜日のみ運行する。。

### 上里線
- 津別・豊永公住前 - 上里 - 里美

### 相生線
- 津別・豊永バス車庫前・高校前 - 木材工芸館前 - 恩根入口 - 本岐 - 大昭 - 開拓 - 布川 - 相生

廃止代替バス時は開成線との直通系統が設定されていた。

### 恩根線
- 津別・豊永バス車庫前・高校前 - 木材工芸館前 - 恩根入口 - 旧恩根小学校 - 栄

### 二又線
- 本岐保育所前 - 本岐 - 本岐小学校 - 木樋 - 記念碑 - 二又

廃止代替バス時は津別発着で運行されていた。

### 開成線（廃止）
- 豊永バス車庫前 - 津別 - 緑町 - チミケップ入口 - 開成 - 北上 - 中央病院前 - 東急前 - 北見（北見市役所構内）

廃止後の移譲路線については北海道北見バス#開成・津別線を参照。町営バス時は相生線との直通系統が設定されていた。

## バスターミナル

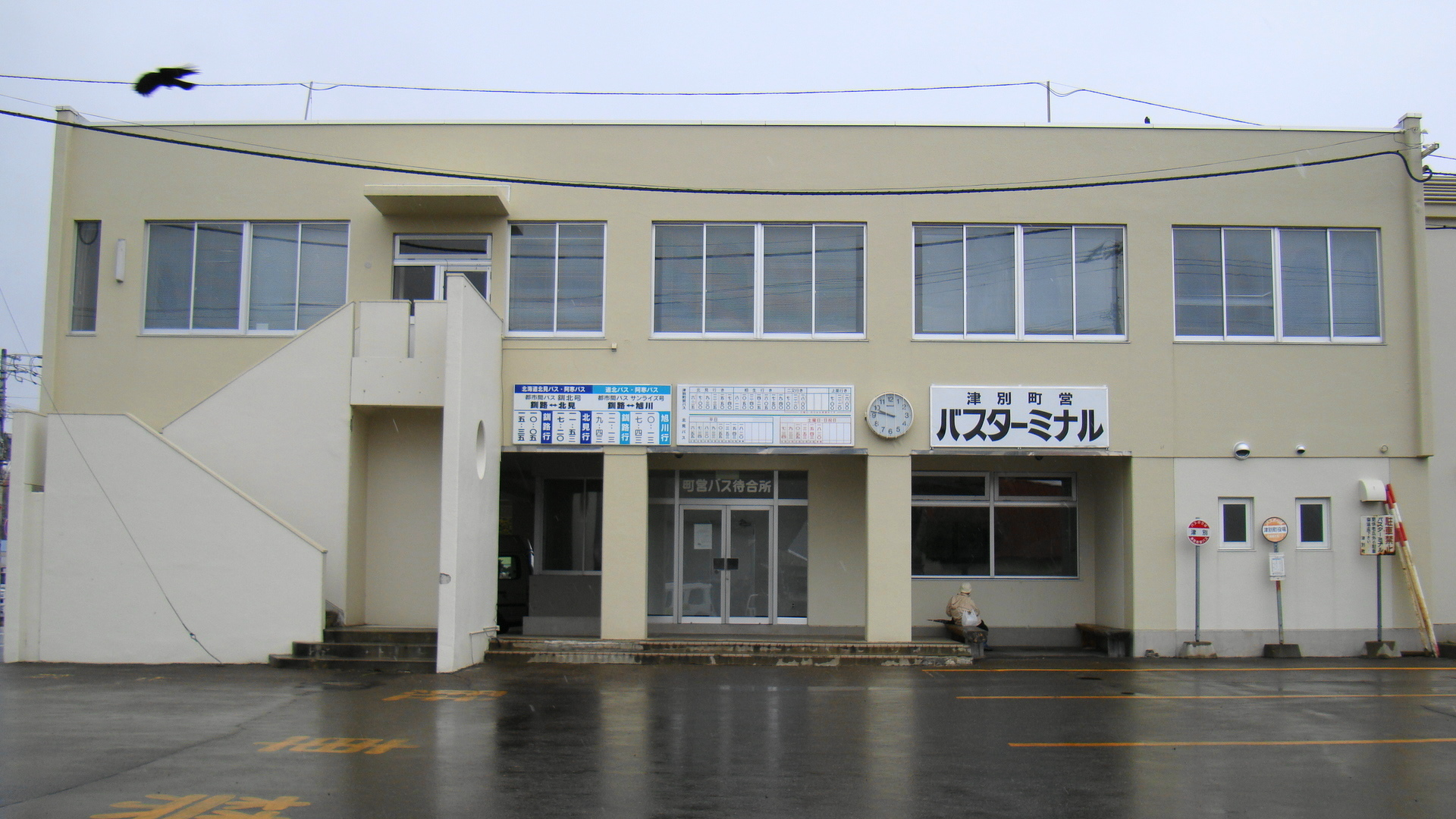
バスターミナル

1973年（昭和48年）に役場敷地内にバスターミナルが設置された。このバスターミナルには津別町営バスの他、北海道北見バスの路線バスや道北バス・阿寒バス・北海道北見バスの都市間バスも発着する。停留所名は津別まちバスと都市間バスが「津別」、北海道北見バスの路線バスが「津別役場前」となる。
津別町のランドマークでもある奥屈斜路温泉『森つべつ』へもここからバスが出ている。
森つべつ行きのバスは平日のみの運行で、曜日によって数分のずれはあるが、10時30分頃の出発。

窓口営業は廃止されており、町営バスの定期乗車券や回数乗車券は役場住民窓口係で受け付けていた。北海道北見バスや都市間バスの乗車券類は近隣の津別ハイヤーで発売する。